# Luis Roso

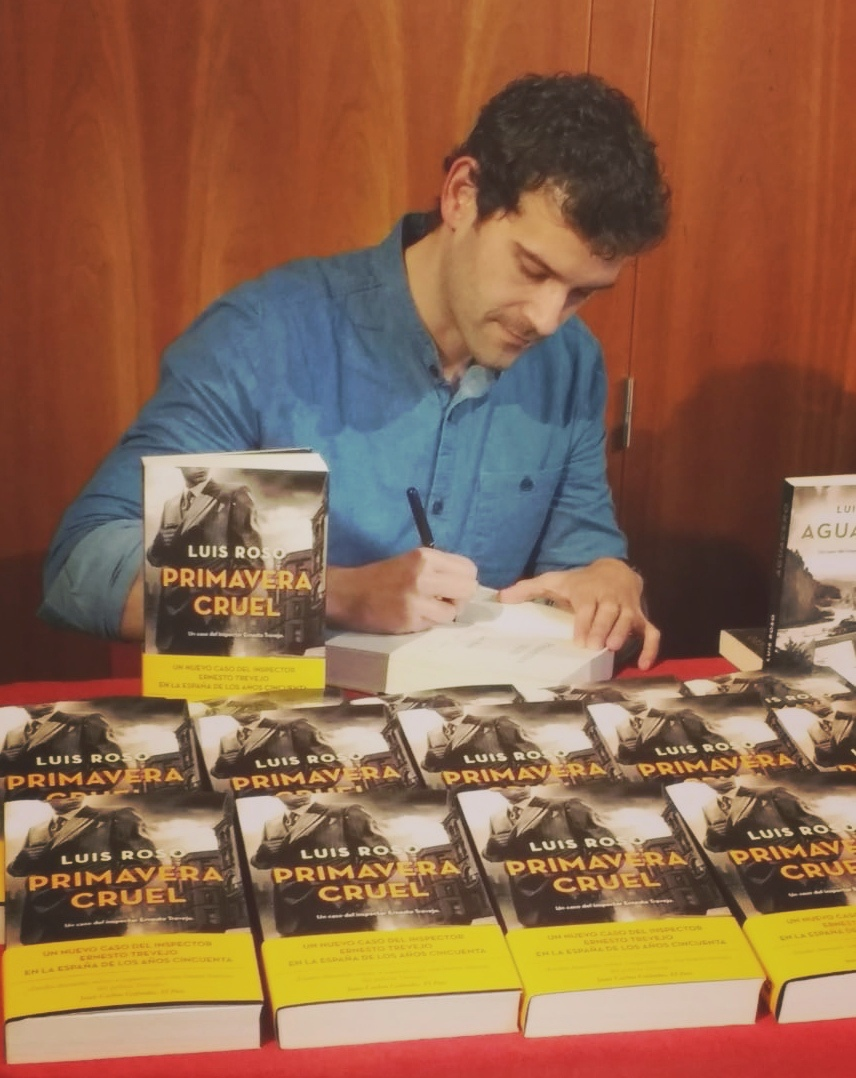
Luis Roso en una firma de libros en 2019

Luis Roso (Moraleja, Cáceres, 1988) es un escritor español. 

## Biografía
Es licenciado en Filología Hispánica por la Universidad de Salamanca y en Filología Inglesa por la Universidad Autónoma de Barcelona, y posee un máster de Literatura Española e Hispanoamericana por la Universidad de Salamanca. 
Sus dos primeras novelas, Aguacero (2016) y Primavera cruel (2018), están protagonizadas por el inspector de policía Ernesto Trevejo y ambientadas en la España de los años 50, en plena Dictadura franquista. La tercera novela de la saga, Todos los demonios, que trata sobre los criminales nazis refugiados en la España de la Dictadura, se publica en noviembre de 2021.
En 2020, resulta ganador del Certamen Literario "Ciutat de Vila-Real" en la categoría de castellano con Durante la nevada, una novela ambientada en la Transición española y protagonizada por dos periodistas que publica la editorial Alrevés. 
En octubre de 2022 publicó El crimen de Malladas: por vuestra boca muerta, libro de no ficción sobre un quíntuple crimen ocurrido en su pueblo en 1915, cuyo posterior proceso judicial, repleto de irregularidades, causó un gran revuelo mediático en la época, con la intervención de figuras públicas como Miguel de Unamuno o el rey Alfonso XIII, y que había permanecido silenciado durante más de un siglo. El crimen de Malladas: por vuestra boca muerta fue elegido entre las diez mejores novelas negras de 2022 por el diario El País y ha sido nominado al Premio Rodolfo Walsh a la mejor obra de no ficción de género criminal por la Semana Negra de Gijón. Además, en noviembre de 2022 el programa de televisión Cuarto Milenio dedicó al libro y al crimen un extenso reportaje.
Desde 2021, Luis Roso ejerce de comisario literario del festival de novela negra Gata Negra, que tiene lugar en el mes de agosto en la localidad de Moraleja y otros pueblos de la sierra de Gata.
En la actualidad, Luis Roso trabaja como profesor de secundaria en la Comunidad de Castilla y León.

## Obras publicadas
- Aguacero. 2016. Ediciones B. (Serie inspector Trevejo).
- Primavera cruel. 2018. Ediciones B. (Serie inspector Trevejo).
- Durante la nevada. 2020. Alrevés.
- Todos los Demonios. 2021. Alrevés.  (Serie inspector Trevejo).
- El crimen de Malladas. 2022. Alrevés.
- Leyenda de sangre. 2025. Alrevés.

## Distinciones
- I Premio Morella Negra a la mejor novela negra de autor novel de 2016 (en Morella, Castellón) por Aguacero.[9]
- Nominado a Mejor Novela Negra por el jurado de Valencia Negra 2017 por Aguacero.[10]
- Nominado al Premio Pata Negra a la mejor novela negra publicada de marzo de 2017 a marzo de 2018 por el Congreso de Novela y Cine negro de Salamanca por Primavera Cruel.[11]
- Ganador del Certamen Literari Ciutat de Novela de Vila-real 2020 en la categoría de castellano.[12]
- Nominado al Premio Rodolfo Walsh a la mejor obra de no ficción de género criminal en castellano por la Semana Negra de Gijón.[5]
- Ganador del Premio Avuelapluma de las Letras 2024, concedido por el diario extremeño Avuelapluma.[13]